# Anton Łysiuk
Anton Ihorowycz Łysiuk, ukr. Антон Ігорович Лисюк (ur. 26 lutego 1986 w Berdyczowie, w obwodzie żytomierskim) – ukraiński piłkarz, grający na pozycji pomocnika lub napastnika.

## Kariera piłkarska

### Kariera klubowa
Wychowanek klubu RUFK Kijów oraz Polissia Żytomierz, barwy których bronił w juniorskich mistrzostwach Ukrainy (DJuFL). W 2003 rozpoczął karierę piłkarską w Rubinie Kazań, ale występował tylko w drużynie rezerwowej klubu. Od 2006 bronił barw mołdawskiego zespołu Nistru Otaci. Na początku 2008 roku powrócił do Ukrainy, gdzie został piłkarzem FK Ołeksandrija. Latem 2009 został wypożyczony do Arsenału Biała Cerkiew. Podczas przerwy zimowej sezonu 2009/10 przeszedł do uzbeckiego Qizilqum Zarafshon. Na początku 2012 jako wolny agent podpisał kontrakt ze słowackim Tatranem Preszów. W 2013 przeniósł się do kazachskiego Kajsaru Kyzyłorda. Jednak nie potrafił przebić się do podstawowego składu i w końcu października 2013 przeszedł do Zirki Kirowohrad, ale po 4 meczach w grudniu 2013 opuścił ukraiński klub.

## Sukcesy

### Sukcesy klubowe
- brązowy medalista Mistrzostw Mołdawii: 2006/07
- brązowy medalista Pierwszej Lihi: 2008/09